# Wapen van Vanuatu
Het wapen van Vanuatu is in 1980, na het uitroepen van de onafhankelijkheid, ingevoerd.

## Beschrijving
Het wapen toont een Melanische krijger of leider met in zijn hand een speer. De persoon heeft een rood doek om zijn middel en een gouden tulband. Hij staat op een stuk land met daaronder een gouden band met de tekst in het Bislama: Long God yumi stanap (In god staan we samen). Achter de persoon staan twee gekruiste bladeren van de palmvaren (Cycas seemannii) en wordt een hoektand van de everzwijn afgebeeld. Deze hoektand staat ook op de vlag van Vanuatu.
De palmvarens is een vredessymbool. Het everzwijn staat voor welvaart: dit diersoort wordt namelijk in Vanuatu als teken van rijkdom gezien. De tekst op de band is afkomstig van de eerste minister-president van Vanuatu: Walter Hadye Lini. 
Australië · Fiji · Kiribati · Marshalleilanden · Micronesia · Nauru · Nieuw-Zeeland · Oost-Timor · Palau · Papoea-Nieuw-Guinea · Salomonseilanden · Samoa · Tonga · Tuvalu · Vanuatu
Afhankelijke gebieden

Amerikaans-Samoa · Cookeilanden · Frans-Polynesië · Guam · Nieuw-Caledonië · Niue · Norfolk · Noordelijke Marianen · Pitcairn · Tokelau-eilanden · Wallis en Futuna